# دانشنامه جودائیکا
دانشنامهٔ جودائیکا (به انگلیسی: Encyclopaedia Judaica) دانشنامه‌ای ۲۶جلدی به زبان انگلیسی دربارهٔ مردمان یهودی و باورهای آنان است.
دانشنامهٔ جودائیکا حاصل سال‌ها کار فشرده و متمرکز پژوهندگان یهودی از سراسر جهان است و تصویری جامع از تمام جنبه‌های زندگی و دانش یهودی تا روزگار حاضر ارائه می‌کند. پدیدآورندگان دانشنامه، یهودیان و غیریهودیان، هر دو، را مخاطب این مجموعه می‌دانند.
این دانشنامه توسط انتشارات بریل منتشر شده است.

## پیشینه
سابقهٔ دانشنامه‌نویسی یهودی، به معنای نوین آن، به سال‌های آغازین سدهٔ بیستم برمی‌گردد. نخستین اثر کامل در این زمینه، دانشنامه یهودی است که در آغاز این سده، در نیویورک، به زبان انگلیسی منتشر شد. (آخرین جلد این اثر، یعنی جلد دوازدهم، در سال ۱۹۰۶ انتشار یافت) وضعیت جهان یهودیت و معارف یهودی در این اثر پیشگام، گردآوری شد. با وجود این، برخی از جنبه‌ها در این اثر نادیده گرفته شد یا کم‌اهمیت جلوه داده شد، مثل جهان یهودیت اروپای شرقی، قباله و حسیدیسم زبان و ادبیات ییدیش و زندگی و فرهنگ یهودیان در سرزمین‌های اسلامی. با این همه، این اثر یک دستاورد ماندگار و بی‌سابقه بود که از بسیاری از مدخل‌های آن در دانشنامه‌های بعدی استفاده شده‌است.
دانشنامه یهودی روسی نیز پیش از جنگ جهانی اول در شانزده جلد منتشر شد. این اثر دارای طرح و ویراست خوبی بود و به ویژه دربارهٔ موضوعات مربوط به یهودیت اروپای شرقی اطلاعات جالبی ارائه می‌کرد.
دانشنامه ده‌جلدی عبری اوتصرییسرائل (به انگلیسی: OzÊar Yisrael) در سال ۱۹۲۴ به دست جی.دی. آیزنشتاین منتشر شد. این اثر با این که محدودتر و کوچک‌تر از کارهای پیشین بود، در برخی حوزه‌ها اطلاعات مفیدی را در اختیار می‌نهاد.
پس از جنگ جهانی اول، به هنگام رواج دوباره تعالیم یهودی در آلمان، یاکوب کلاتزکین، ایسمار البوگن و ناحوم گلدمان دانشنامهٔ جدیدی به زبان آلمانی تدوین کردند. این اثر در پی آن بود که نتایج تحقیقات و رهیافت‌های عقلی دوره فترت و توقف را منعکس کرده و نواقص دانشنامهٔ یهودی را نیز برطرف کند. این اثر، که دانشنامهٔ جودائیکا نام گرفت، پیشرفت خوبی داشت، گرچه در زمان به قدرت رسیدن نازی‌ها در آلمان، با موانع و مشکلات روبه‌رو شد. ده جلد از این اثر (تا پایان حرف L) منتشر شد و پس از آن، انتشار این اثر مهم یهودی متوقف شد. دو جلد از ترجمهٔ عبری آن، به نام دانشنامهٔ اشکول نیز منتشر شد ولی ادامه نیافت.